# Jaroslav Volak
Jaroslav Volak, avstrijski rokometaš, * 7. julij 1915, † ?.
Leta 1936 je na poletnih olimpijskih igrah v Berlinu v sestavi avstrijske rokometne reprezentance osvojil srebrno olimpijsko medaljo.